# Orchard Grass Hills
Orchard Grass Hills é uma cidade localizada no estado americano de Kentucky, no Condado de Oldham.

## Demografia
Segundo o censo americano de 2000, a sua população era de 1031 habitantes.
Em 2006, foi estimada uma população de 1425, um aumento de 394 (38.2%).

## Geografia
De acordo com o United States Census Bureau tem uma área de
0,9 km², dos quais 0,9 km² cobertos por terra e 0,0 km² cobertos por água.

## Localidades na vizinhança
O diagrama seguinte representa as localidades num raio de 4 km ao redor de Orchard Grass Hills.